# Ofenhaus (Köniz)
Koordinaten: 46° 55′ 20,2″ N, 7° 24′ 57,8″ O; CH1903: 598281 / 196798

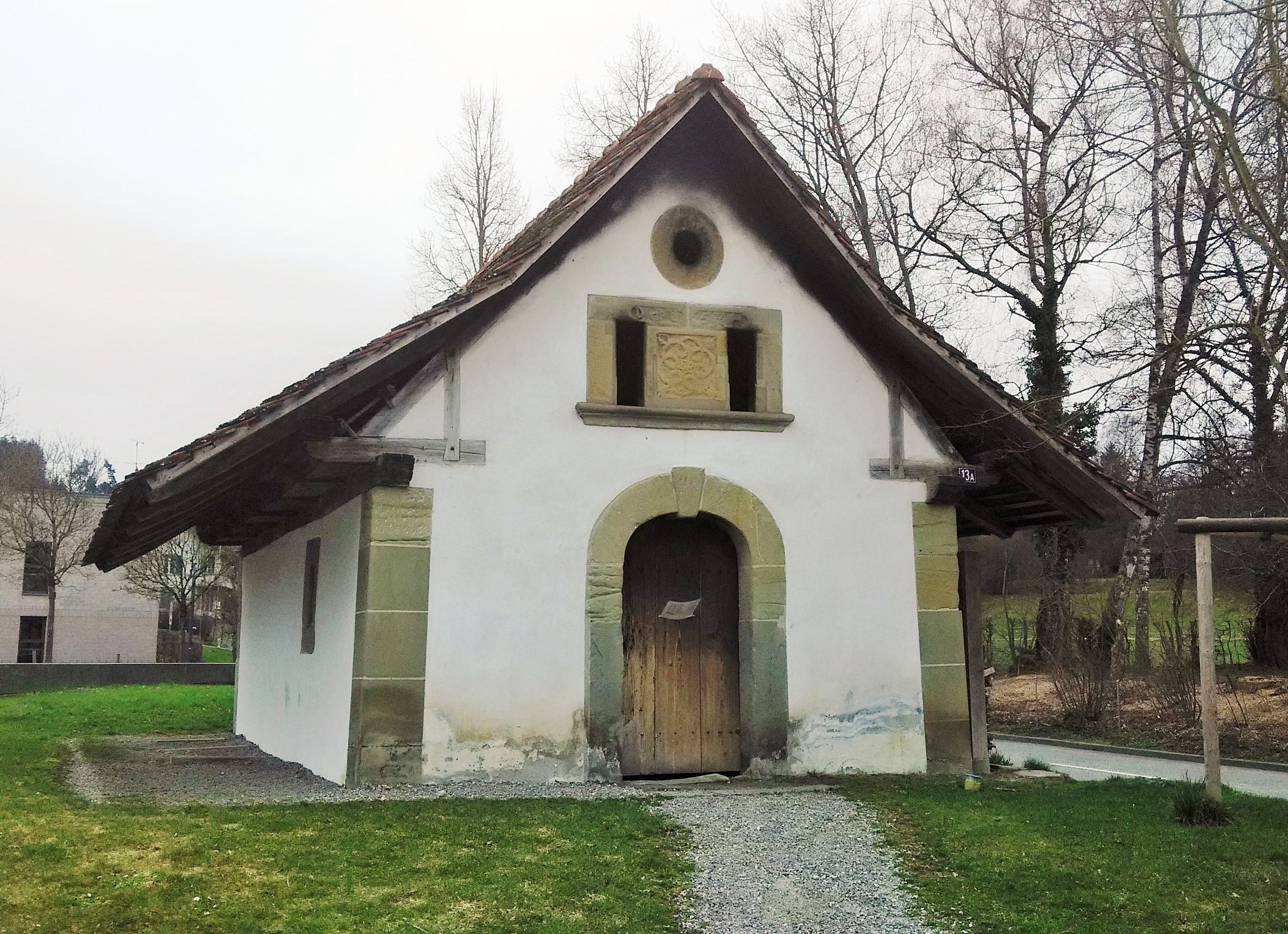
Ofenhaus

Das Ofenhaus an der Stapfenstrasse 13a in Köniz ist ein Bauwerk aus dem Jahr 1757.

## Geschichte
Es gehörte zu einem Mitte des 18. Jahrhunderts errichteten Gefüge aus Bauernhaus, Kornspeicher und Ofenhaus. Dieses wurde für eine neue Generation der Familie Hänni errichtet, die bereits seit 1683 in der Kreuzung Bärnstrass/Blinzerngässli (heute Schwarzenburgstrasse/Stapfenstrasse) ein Bauerngut besass. Das Ofenhaus ist aus Molasse-Sandstein gebaut. Vor ihm stand eine ähnlich alte Linde, die 2013 gefällt werden musste und mit einer jungen Linde ersetzt wurde.
Das Bauernhaus brannte 1899 ab und der Speicher wurde 1900/1901 abgerissen. Das Ofenhaus befand sich von 1919 bis 1986 im Besitz des Kantons Bern, seit 1987 gehört es der Gemeinde Köniz. 1991 wurde das Ofenhaus renoviert, und es wurde wieder ein Holzofen eingebaut, der u. a. vom Ortsverein Köniz genutzt wird.
Das Ofenhaus befindet sich unmittelbar neben dem Standort Stapfen der Könizer Bibliotheken.